# アルギン酸シンターゼ
アルギン酸シンターゼ(Alginate synthase、EC 2.4.1.33)は、以下の化学反応を触媒する酵素である。
GDP-D-マンヌロン酸 + (アルギン酸)n{\displaystyle \rightleftharpoons }GDP + (アルギン酸)n+1
従って、この酵素の基質はGDP-マンヌロン酸と(アルギン酸)nの2つ、生成物はGDPと(アルギン酸)n+1の2つである。
この酵素はグリコシルトランスフェラーゼ、特にヘキソシルトランスフェラーゼに分類される。系統名はGDP-D-マンヌロン酸:アルギン酸 D-マンヌロニルトランスフェラーゼ(GDP-D-mannuronate:alginate D-mannuronyltransferase)である。他に、mannuronosyl transferaseとも呼ばれる。この酵素は、フルクトースとマンノースの代謝に関与している。